# Miss Rio Grande do Sul 2019
Miss Rio Grande do Sul Be Emotion 2019 foi a 65ª edição do tradicional concurso de beleza feminina do estado, válido para o concurso nacional de Miss Brasil 2019, único caminho para o Miss Universo. O evento contou com a presença de Dezenove (19) candidatas na seletiva realizada no "Canoas Parque Hotel", na cidade de Canoas, no dia 13 de janeiro. Dessa seletiva, foram escolhidas as trezes (13) candidatas que continuaram na disputa pelo título no dia 25 de Janeiro televisionado em formato de reality show na grade de programação da Band RS antes o evento era realizado dentro do "Programa da Regina". A Miss Rio Grande do Sul 2018 Leonora Weimer passou a coroa e a faixa à sua sucessora Bianca Sheren.

## Resultados

### Colocações
A novidade do Miss RS é o poder de imunidade que da o direito a candidata que teve mais 
hashtags através do Instagram passa automaticamente para a próxima etapa.

| Posição                 | Município e candidata                                                                     |
| Vencedora               | - Estrela - Bianca Scheren                                                                |
| 2º. Lugar               | - Farroupilha - Camila Moraes                                                             |
| 3º. Lugar               | - Santa Maria - Bruna Cocco                                                               |
| (Top 05) Finalistas     | - Quaraí - Eduarda Poleze - Vera Cruz - Mariana Iser                                      |
| (Top 07) Semifinalistas | - Alpestre - Patrícia Padilha - Gramado - Maria Carolina Vidal - Pelotas - Laura Kerstner |
| (Top 10) Semifinalistas | - Piratini - Márcia Santos - Porto Alegre - Gabriele Santine                              |
| (Top 13) Semifinalistas | - Alegrete - Lilian Welter - Osório - Pauline Stenge - Taquari- Maria Flávia Dias         |

### Prêmio especial
| Prêmio              | Representação e candidata                |
| Miss Voto Popular 1 | - Quaraí - Eduarda Poleze (14.325 votos) |

1. A candidata mais votada alcança uma vaga na final da competição.

### Ordem dos Anúncios
| 1. Vera Cruz (Imunizada) 2. Gramado 3. Porto Alegre 4. Santa Maria 5. Farroupilha 6. Alpestre 7. Estrela 8. Piratini 9. Quaraí 10. Pelotas | 1. Vera Cruz (Imunizada) 2. Pelotas 3. Alpestre 4. Gramado 5. Estrela 6. Santa Maria 7. Farroupilha | 1. Vera Cruz (Imunizada) 2. Quaraí (Voto Popular) 3. Santa Maria 4. Farroupilha 5. Estrela | 1. Farroupilha 2. Estrela 3. Santa Maria |

## Jurados

### Final
Escolheram a Miss Rio Grande do Sul 2019:
1. Priscila Machado, Miss Brasil 2011.
2. Marina Helms, Miss Rio Grande do Sul 2014
3. João Camilo Dias, Especialista no Mundo Miss.
4. Manoel Bairros, Cirurgião Dentista.
5. Madelaine Mueller, Produtora de Moda.
6. Jão Samuel, Cirurgião Plástico.

### Entrevista
Escolheram as 03 Finalistas:
1. Priscila Machado, Miss Brasil 2011.
2. Gabriela Markus, Miss Brasil 2012.
3. Marthina Brandt, Miss Brasil 2015.

### Desfile de Gala
Escolheram as 07 semifinalistas:
1. Priscila Machado, Miss Brasil 2011.
2. Mariana Gobbi, Influenciadora Digital.
3. Karen Debus, Gerente de Produto da Rabush.

### Desfile de Biquíni
Escolheram as 10 semifinalistas:
1. Priscila Machado, Miss Brasil 2011.
2. Cesar Augusto, Diretor Artístico do Mirage
3. Bia Picolli, Empresária

### Seletiva
Escolheram as 13 semifinalistas:
1. Priscila Machado, Miss Brasil 2011.
2. Thales Machado, Mister Rio Grande do Sul 2019.
3. Marcelo Sóes, coordenador do Miss Brasil BE Emotion;

## Candidatas

### Oficiais
Disputaram o título este ano:
| - Alegrete - Lilian Welter - Alpestre - Patrícia Padilha - Estrela - Bianca Scheren - Farroupilha - Camila Moraes - Gramado - Maria Carolina Vidal - Osório - Pauline Stenge - Pelotas - Laura Kerstner | - Piratini - Márcia Santos - Porto Alegre - Gabriele Santine Quaraí - Eduarda Poleze - Santa Maria - Bruna Cocco - Taquari- Maria Flávia Dias - Vera Cruz - Mariana Iser |

### Seletiva
A seletiva ocorreu no dia 13 de janeiro.
| - Alegrete - Lilian Welter - Alpestre - Patrícia Padilha - Arroio do Padre - - Canoas - - Cruz Alta - Vandressa Kupske - Estrela - Bianca Scheren - Garibaldi - - Farroupilha - Camila Moraes - Gramado - Maria Carolina Vidal - Novo Hamburgo - | - Osório - Pauline Stenge - Pelotas - Laura Kerstner - Piratini - Márcia Santos - Porto Alegre - Gabriele Santine - Quaraí - Eduarda Poleze - Santa Maria - Bruna Cocco - São Jorge - - Taquari- Maria Flávia Dias - Vera Cruz - Mariana Iser |

## Crossovers
Candidatas em outros concursos:
| Miss Rio Grande do Sul - 2016: Alpestre - Patrícia Padilha (2º. lugar) - (Representando o município de Capão da Canoa) - 2018: Estrela - Bianca Scheren (2º. lugar) |